# Slaget ved New Hope Church
Slaget ved New Hope Church blev udkæmpet den 25. og 26. maj 1864 mellem William Tecumseh Shermans unionsstyrke og Joseph E. Johnstons konfødererede styrker. Sherman forsøgte at udmanøvrere Johnston, men det mislykkedes. Han sendte da Joseph Hookers styrke frem for at angribe Johnston, men havde ikke opdaget, at Johnston havde en større styrke til rådighed. Hookers styrker blev besejret og havde store tab.
Efter at Johnston havde trukket sig tilbage til Allatoona Pass den 19.-20. maj, vurderede Sherman, at det formentlig ville koste dyrt at angribe Johnston dér, så han besluttede at manøvrere rundt om Johnstons venstre flanke og få et forspring mod Dallas. Johnston forudså Shermans træk og mødte unionsstyrken ved New Hope Church. Sherman antog fejlagtigt, at Johnston kun havde en beskeden styrke på stedet og beordrede generalmajor Joseph Hookers korps til at angribe. Korpset blev alvorligt tilredt. Den 26. maj gravede begge sider skyttegrave, og der var forpostfægtninger dagen igennem. Ved slagets afslutning rapporterede den konfødererede kaptajn Samuel T. Foster, at 703 unionssoldater var blevet dræbt, og at 350 var taget til fange. Kampene den følgende dag omfattede slaget ved Pickett's Mill.